# Qiannan
Det autonome prefektur Qiannan for buyei- og miaofolkene (黔南布依族苗族自治州 Qiannan Buyizu Miaozu zizhizhou) ligger ligger ved floden Jianjiang, i provinsen Guizhou i Kina. Qiannan har et areal på 26.214 km², ca. 3,82 millioner indbyggere (2004) og en befolkningstæthed på 136,22 indb./km².

## Administrative enheder
Qiannan består af to byamter, ni amter og et autonomt amt:
- Byamtet Duyun (都勻市), 2.278 km², 480.000 indbyggere;
- Byamtet Fuquan (福泉市), 1.691 km², 310.000 indbyggere;
- Amtet Libo (荔波县), 2.432 km², 160.000 indbyggere;
- Amtet Guiding (贵定县), 1.631 km², 270.000 indbyggere;
- Amtet Weng'an (瓮安县), 1.974 km², 440.000 indbyggere;
- Amtet Dushan (独山县), 2.442 km², 330.000 indbyggere;
- Amtet Pingtang (平塘县), 2.816 km², 300.000 indbyggere;
- Amtet Luodian (罗甸县), 3.010 km², 320.000 indbyggere;
- Amtet Changshun (长顺县), 1.555 km², 260.000 indbyggere;
- Amtet Longli (龙里县), 1.518 km², 210.000 indbyggere;
- Amtet Huishui (惠水县), 2.464 km², 430.000 indbyggere;
- Det autonome amt Sandu for suifolket (三都水族自治县), 2.384 km², 310.000 indbyggere.

## Etnisk sammensætning
| Folkegruppe | Antal     | Andel  |
| ----------- | --------- | ------ |
| Han         | 1.548.120 | 43,37% |
| Bouyei      | 1.158.710 | 32,46% |
| Miao        | 477.347   | 13,37% |
| Sui         | 286.862   | 8,04%  |
| Maonan      | 30.958    | 0,87%  |
| Zhuang      | 13.226    | 0,37%  |
| Dong        | 11.337    | 0,32%  |
| Yao         | 11.149    | 0,31%  |
| She         | 7.130     | 0,2%   |
| Yi          | 6.927     | 0,19%  |
| Tujia       | 4.753     | 0,13%  |
| Gelao       | 3.001     | 0,08%  |
| Mulam       | 2.223     | 0,06%  |
| Hui         | 2.116     | 0,06%  |
| Andre       | 5.988     | 0,17%  |

26°16′N 107°31′Ø / 26.267°N 107.517°Ø